# الإدارة البحرية الأمريكية
الإدارة البحرية الأمريكية (MARAD) هي وكالة تابعة لوزارة النقل الأمريكية.
```
 تعزز برامجها استخدام النقل المنقول بالماء وتكامله السلس مع قطاعات أخرى من نظام النقل ، وجدوى البحرية التجارية الأمريكية. تعمل الإدارة البحرية في العديد من المجالات التي تشمل 
السفن
 
والشحن
 
وبناء السفن
 وعمليات الموانئ وعمليات السفن والأمن القومي 
والبيئة
 
والسلامة
. الإدارة البحرية مكلفة أيضًا بالحفاظ على صحة البحرية التجارية ، نظرًا لأن البحارة التجاريين والسفن والمرافق متعددة الوسائط ضرورية لدعم 
الأمن القومي
 ، وبالتالي تقدم الوكالة الدعم والمعلومات للبحارة الحاليين ، ودعمًا واسعًا لتعليم البحارة في المستقبل ، وبرامج لتثقيف الشباب في أمريكا حول الدور الحيوي الذي تلعبه الصناعة البحرية في حياة جميع الأمريكيين.
- الإدارة البحرية الأمريكية (MARAD) 
[
1
]
```

يحافظ أيضًا على أسطول احتياطي الدفاع الوطني (NDRF) كمصدر جاهز للسفن للاستخدام أثناء حالات الطوارئ الوطنية ، ويساعد أسطول احتياطي الدفاع الوطني (NDRF) في أداء دوره باعتباره الذراع الرابع للدفاع في البلاد ، ودعم لوجستي للجيش عند الحاجة.